# Pays Tolosan
Le Pays Tolosan est un Pôle d'équilibre territorial et rural créé en 2015, en remplacement de l'ancien pays du même nom, le plus peuplé de la région Midi-Pyrénées avec 102 000 habitants et 72 communes. La démarche citoyenne engagée par le Pays Tolosan vise à construire une stratégie solidaire de développement durable sur le nord du département de la Haute-Garonne en répondant aux besoins de la population. C'est un regroupement librement consenti d'intercommunalités et dont la volonté est d'associer les habitants et les acteurs du Nord toulousain.

## Qu'était le Pays Tolosan?
La notion de pays s’inscrit dans un cadre national. Les pays sont des associations qui existent depuis que la loi Voynet a mis en place ce dispositif. L’ensemble du territoire français a donc un maillage constitué de pays. En Midi-Pyrénées, 32 pays couvrent l’ensemble de la région. Quatre pays couvrent aujourd'hui le département de la Haute-Garonne : le Pays du Sud Toulousain, le Pays Lauragais, le Pays Comminges Pyrénées et enfin le pays Tolosan. Un pays est une association de collectivités territoriales qui regroupe des communautés de communes et des communes dites isolées, c'est-à-dire non installées en communauté de communes, pour travailler à l'élaboration et la réalisation de projets structurants, à partir de l'existant. Le pays Tolosan est donc une structure de coordination et de mutualisation.
Le Pays Tolosan, alors constitué en association a été dissous en juin 2015, et transformé en un syndicat mixte, le Pôle d'équilibre territorial et rural (PETR) Tolosan.

## Les Commissions du Pays Tolosan
- Commission 1: « Développement économique - Assurer un développement économique pour rapprocher emplois et habitants ».
- Commission 2 : Développement urbain et action sociale - « Maitriser le développement urbain en répondant aux différents besoins de la population ».
- Commission 3 : Transport et environnement - « Améliorer l'accessibilité en préservant l'environnement ».
- Commission 4 : Tourisme et culture - « Développer les activités touristiques et culturelles ».

## Les membres du Pays Tolosan
Le pays Tolosan regroupe 72 communes en 2025, réparties dans les intercommunalités suivantes :
- Communauté de communes des Coteaux Bellevue
- Communauté de communes des Coteaux du Girou
- Communauté de communes du Frontonnais
- Communauté de communes des Hauts Tolosans
- Communauté de communes de Val'Aïgo.

## Description du Pays Tolosan
- Président :  Didier Cujives, maire de Paulhac.
- Population : 105 000 habitants en 2011.
- Surface : 72 communes dans le nord du département la Haute-Garonne.
- Villes principales d'ouest en est : Cadours, Grenade, Castelnau-d'Estrétefonds, Fronton, Villemur-sur-Tarn, Bessières, Montastruc-la-Conseillère et Verfeil.